# Imam Sahib
Imam Sahib ist ein Distrikt in Afghanistan.
Er gehört zu der Provinz Kundus und ist etwa 70 Kilometer von Kundus entfernt. Die Fläche beträgt 1.550 Quadratkilometer und die Einwohnerzahl 237.180 (Stand: 2022). Das administrative Zentrum des Distrikts ist die gleichnamige Stadt Imam Sahib.

## Sicherheit
In der Innenstadt der Hauptstadt befindet sich ein Combat Outpost Fortitude der International Security Assistance Force (ISAF), das von den Streitkräften der Vereinigten Staaten betrieben wird. Außerdem befinden sich etwa 300 Mann der Afghan Local Police (ALP) und 274 der Afghanische Nationalpolizei (ANP) in der Stadt (Stand Februar 2012).
Qayyub Ibrahimi ist der Polizeichef von Imam Sahib.

## Geschichte
Der Distriktgouverneur von Imam Sahib war bis Anfang 2011 Mohammad Ayub Haqyar. Er wurde entlassen, weil sein Bruder ein Kommandeur der Taliban gewesen sein soll.
Am 21. Februar 2011 fand vor dem Statistikamt von Imam Sahib ein Selbstmordanschlag statt, bei dem mindestens 26 Menschen getötet, und 37 verletzt wurden. Die meisten der Opfer standen an um sich neue Ausweise abzuholen.